# 동탄신도시
동탄신도시(東灘新都市, Dongtan New Town)는 대한민국 경기도 화성시 반송동, 석우동, 능동, 청계동, 영천동, 오산동, 신동, 목동, 산척동, 장지동, 송동에 총 78만 명이 넘는 주민이 거주하는 것을 목표로 조성 중인 신도시이다. 강남, 판교, 분당, 광교에서 이어지는 경부고속도로 연결 축에 위치하고 있다.
오산천을 기준으로 서쪽인 동탄1신도시(13만5천 명)와 동쪽인 동탄2신도시(29만 명)로 나누어 동탄1신도시(반송동, 석우동, 능동 지역)가 먼저 조성되었고, 2007년에 입주가 시작되었다. 동탄2신도시(청계동, 영천동, 오산동, 신동, 목동, 산척동, 장지동, 송동 지역)가 조성 중에 있다.

## 배경
정부는 수도권 과밀억제권역 외곽에 중핵 역할을 하는 거점 도시를 건설하여 서울특별시 집중형 공간 구조를 탈피해 수도권 균형 발전을 유도하고 개발 압력이 높은 지역의 무질서한 개발 행위를 예방하고자 2001년부터 동탄신도시 개발을 추진하였다.
이에 따라 동탄1신도시는 2003년부터, 동탄2신도시는 동탄1신도시의 개발이 마무리에 접어든 2011년부터 각각 부지조성사업을 본격적으로 시작하였다.
2007년 1월 31일 동탄신도시 시범단지의 입주가 시작되었다.

## 역사
- 2001년 4월 : 화성시 동탄면 반송리, 석우리, 태안읍 능리 일원을 택지개발예정지구로 지정.
- 2007년 1월 1일 : 동탄1신도시(동탄면 반송·석우리와 능동(무덤 릉))를 관할로 동탄동(법정동: 반송동, 석우동, 능동)이 설치되었다.[2]
- 2008년 2월 25일 : 동탄동이 동탄1동, 동탄2동(법정동: 반송동 일부)으로 분동하였다.[3]
- 2009년 6월 1일 : 동탄1동에서 동탄3동(법정동: 능동)이 분동하였다.[4]
- 2015년 1월 1일 : 동탄면 영천리·청계리·오산리에 중리·목리·산척리·방교리의 각 일부를 편입하여 동탄4동(법정동: 영천동, 청계동, 오산동. 2015년 1월 말 인구 2,520 명)이 설치되었다.[5]
- 2018년 1월 22일 : 동탄면이 폐지되고, 동탄4동의 일부와 합쳐 동탄5동(법정동: 영천동, 중동)과 동탄6동(법정동: 오산동, 신동, 목동, 산척동, 장지동, 송동, 방교동, 금곡동)이 신설되었다.
- 2019년 7월 1일 : 송동, 산척동, 목동, 신동이 동탄7동으로 분동되었다.
- 2019년 10월 21일 : 장지동이 동탄8동으로 분동되었다.
- 2023년 7월 1일 : 신동, 목동이 동탄9동으로 분동되었다.

## 시설
- 동탄1 (현재)
  - 교육시설 : 초등학교11, 중학교6, 고등학교5, 국제고등학교(특수목적고)1
  - 공공시설 : 보건소1, 동주민센터3개(계획6개), 파출소1, 소방서1, 우체국2
  - 녹지시설 : 근린공원14, 어린이공원6
- 동탄2 (현재)
  - 교육시설 : 초등학교30, 중학교14, 고등학교11, 특수학교1
  - 녹지시설 : 근린공원30, 소공원21, 어린이공원10, 체육공원3

- 스토리지 (현재)
  - 동탄호수공원 미니창고다락
  - 동탄 IC 미니창고다락
  - 화송반송동 나만의공유창고
  - 동탄역 스퀘어핏 미니창고
  - 동탄SKV1센터 공유창고 가치공간

## 마을
- 동탄1신도시 내 14개의 마을이 있다. (공식 : 공동주택단지 9, 이주자택지단지 1)

| No | 단지명       | 동번호    | 법정동 | 행정동  | 소속단지 | 비고 |
| -- | ------------ | --------- | ------ | ------- | --- | ---- |
| 1  | 예당마을     | 101~156   | 석우동 | 동탄1동 | 우미린제일풍경채, 대우푸르지오, 신일유토빌, 롯데캐슬                                                               |      |
| 2  | 시범한빛마을 | 201~245   | 반송동 | 동탄1동 | 삼부르네상스, KCC스위첸, 현대아이파크, 한화꿈에그린, 금호어울림                                                    |      |
| 3  | 시범다은마을 | 301~366   | 반송동 | 동탄1동 | 롯데캐슬, 삼성래미안, 포스코더샵, 월드메르디앙반도유보라, 우남퍼스트빌, 풍성신미주                                 |      |
| 4  | 솔빛마을     | 401~454   | 반송동 | 동탄2동 | 경남아너스빌, 서해그랑블, 신도브래뉴, 쌍용예가                                                                     |      |
| 5  | 새강마을     | 501~529   | 반송동 | 동탄2동 | LH휴먼시아5-1, LH휴먼시아5-2                                                                                       |      |
| 6  | 나루마을     | 601~652   | 반송동 | 동탄2동 | 한화꿈에그린우림필유, 신도브래뉴, 한화꿈에그린, 월드메르디앙반도유보라6-1, 월드메르디앙반도유보라6-2               |      |
| 7  | 능동마을     | 701~780   | 능동   | 동탄3동 | LH휴먼시아7-1, LH휴먼시아7-2, LH휴먼시아7-3, 상록예가, LH휴먼시아7-4, EG더원                                       |      |
| 8  | 숲속마을     | 801~898   | 능동   | 동탄3동 | 자연앤경남아너스빌8-1, 광명메이루즈, 자연앤경남아너스빌8-2, 모아미래도8-1, 자연앤데시앙, 모아미래도8-2, 풍성신미주 |      |
| 9  | 푸른마을     | 901~973+a | 능동   | 동탄3동 | 포스코더샵, 두산위브, 모아미래도, 신일해피트리, 우림필유타운하우스(별도 동번호 사용 101~118)                       |      |
| 10 | 반송마을     | -         | 반송동 | 동탄1동 | 이주자택지(시범한빛마을~능동마을 사이)                                                                             |      |
| 11 | 메타폴리스   | -         | 반송동 | 동탄1동 | 메타폴리스 |      |
| 12 | 타운하우스   | -         | 반송동 | 동탄2동 | 나루고등학교 뒷편 타운하우스촌                                                                                     |      |
| 13 | 북광장       | -         | 반송동 | 동탄1동 | 메타폴리스 북쪽 시범한빛마을 옆 주상복합단지                                                                       |      |
| 14 | 남광장       | -         | 반송동 | 동탄1동 | 메타폴리스 남쪽 시범다은마을 옆 주상복합단지                                                                       |      |

- 동탄2신도시는 도로명주소 정책에 의거, 별도의 마을 명칭을 부여하지 않았다.

## 교육 기관
- 고등학교

|  | - (동탄1) 나루고등학교 - (동탄1) 능동고등학교 - (동탄1) 동탄고등학교 - (동탄1) 동탄국제고등학교 (특수목적고등학교) - (동탄2) 동탄중앙고등학교 - (동탄1) 반송고등학교 - (동탄1) 예당고등학교 - (동탄2) 한백고등학교 - (동탄2) 창의고등학교 - (동탄2) 정현고등학교 - (동탄2) 치동고등학교 - (동탄2) 이산고등학교 - (동탄2) 서연고등학교 - (동탄2) 이솔고등학교 |

- 중학교

|  | - (동탄1)능동중학교 - (동탄2)동탄중학교 - (동탄1)반송중학교 - (동탄1)석우중학교 - (동탄1)솔빛중학교 - (동탄1)푸른중학교 - (동탄1)예당중학교 - (동탄2)청계중학교 - (동탄2)한백중학교 - (동탄2)다원중학교 - (동탄2)동탄중학교 - (동탄2)치동중학교 |

- 초등학교

|  | - (동탄1)능동초등학교 - (동탄2)동탄중앙초등학교 - (동탄2)목리초등학교 - (동탄2)무봉초등학교 - (동탄1)반석초등학교 - (동탄1)반송초등학교 - (동탄1)석우초등학교 - (동탄1)솔빛초등학교 - (동탄1)숲속초등학교 - (동탄2)아인초등학교 - (동탄2)영천초등학교 - (동탄1)예당초등학교 - (동탄2)예솔초등학교 - (동탄1)예원초등학교 - (동탄1)푸른초등학교 - (동탄1)학동초등학교 - (동탄1)한마음초등학교 - (동탄2)한백초등학교 - (동탄1)화성금곡초등학교 - (동탄2)화성청계초등학교 - (동탄2)왕배초등학교 - (동탄2)동탄초등학교 - (동탄2)치동초등학교 - (동탄2)늘봄초등학교 |

## 교통

### 고속도로
제1호선 경부고속도로 기흥동탄 나들목이 신도시 북편에 연결되어 고속도로 진출입이 용이하다. 제400호선 수도권제2순환고속도로 북오산 나들목이 동탄1신도시 남쪽에, 또한 제171호선 용인서울고속도로 흥덕 나들목와 연결되는 지방도 제311호선의 영천 교차로가 동탄1, 2신도시 중앙에 위치하여, 경부고속도로의 대체 도로로 서울 강남 진출에 용이하다.

### 철도
인근 오산시 외삼미동에 위치한 경부선 서동탄역을 통해 ● 수도권 전철 1호선을 이용할 수 있으며, 수서고속철도 동탄역이 도시 중심을 지난다. 또한 향후 인덕원-동탄선 역시 2027년에 개통될 예정이며, 2024년부터 동탄과 운정을 잇는 수도권 광역급행철도 A선이 운행중이다. 동탄도시철도 1호선은 인덕원-동탄선과 노선 중복 문제로 계획이 폐기되었다.
그러나 서동탄역은 배차 간격도 길고 연계 버스도 부실하기 때문에 하루 승객이 1600여 명에 불과하다. 그렇다 보니 지역 주민들은 서동탄역보다 병점역을 이용한다.

### 버스
동탄신도시에서 현재 KD운송그룹의 계열사인 대원고속과 화성여객, 화성운수, 수원여객, 용남고속, 산척마을버스, 제부여객, 경진여객, 남양여객,  금오운수, 명승교통, 오산교통  등에서 운영을 하고 있다.
- 시외버스 : 인천국제공항, 김포국제공항, 송도국제도시, 동서울, 서울남부, 성남, 광명역, 청주, 오산, 의정부, 양주, 동두천

## 같이 보기
- 화성시
- 동탄
- 동탄동
- 메타폴리스
- 동탄산업단지
- 화성동탄물류단지